# Лимфангиом
Лимфангиоми су малформације лимфног система које карактеришe лезија у облику цисте танких зидова, које могу бити велике, као код цистичног хигрома, или мале. Лимфни систем је мрежа судова одговорних за враћање вишка течности из ткива у венски систем, као и лимфних чворова који филтрирају ову течност у патогеним стањима.
Ове малформације се могу јавити у било ком узрасту и могу захватити било који део тела, али 90% се јавља код деце млађе од 2 године и укључује главу и врат. Ове малформације су или урођене или стечене. Конгенитални лимфангиоми су често повезани са хромозомским абнормалностима као што је Тарнеров синдром, иако могу постојати и изоловано. Лимфангиоми се обично дијагностикују пре рођења помоћу ултразвука фетуса. Стечени лимфангиоми могу бити последица трауме, упале или лимфне опструкције.
Већина лимфангиома су бенигне лезије које резултирају само меком, споро растућом, "тестастом" масом. Пошто немају шансе да постану малигни, лимфангиоми се обично лече само из козметичких разлога. Ретко, удар у критичне органе може довести до компликација, као што је респираторни дистрес када лимфангиом компримује дисајне путеве. Лечење укључује аспирацију, хируршку ексцизију, ласерску и радиофреквентну аблацију и склеротерапију.

## Епидемиологија
Лимфангиоми су ретки, чине 4% свих васкуларних тумора код деце. Иако лимфангиом може постати очигледан у било ком узрасту, 50% се види при рођењу,

## Етиологија
Директан узрок лимфангиома је блокада лимфног система како се фетус развија, иако симптоми можда неће постати видљиви све док се беба не роди. Узрок остаје непознат. Зашто ембрионалне лимфне кесе остају одвојене од остатка лимфног система такође није познато.
Цистични лимфангиом који се јавља током прва два триместра трудноће повезан је са генетским поремећајима као што су Нунанов синдром и тризомије 13, 18 и 21. Хромозомска анеуплоидија као што су Тарнеров синдром или Даунов синдром, нађена је код 40% пацијената са цистичном хигрома.

## Патофизиологија
Године 1976, Whimster је проучавао патогенезу лимfангиома циркумскриптног линфангиома, откривши да су лимфне цистерне у дубокој поткожној равни одвојене од нормалне мреже лимфних судова. Они комуницирају са површним лимфним везикулама преко вертикалних, проширених лимфних канала. Whimster је претпоставио да би цистерне могле да потичу из примитивне лимфне кесе која није успела да се повеже са остатком лимфног система током ембрионалног развоја. Дебели слој мишићних влакана који изазивају ритмичке контракције облажу секвестриране примитивне вреће. Ритмичке контракције повећавају интрамурални притисак, узрокујући да се проширени канали пружају од зидова цистерни према кожи. Он је сугерисао да су везикуле које се виде у циркумскриптном линфангиому избочине ових проширених истурених судова. 
Бројне лимфне и радиографске студије подржавају Whimster-ова запажања. Такве студије откривају да се велике цистерне протежу дубоко у кожу и изван клиничких лезија. Лимфангиоми који су дубоко у дермису не показују доказе о комуникацији са редовним лимфним каналима. Узрок неуспеха лимфних кеса да се повежу са лимфним системом није познат.
Микроскопски, везикуле у циркумскриптног линфангиому су јако проширени лимфни канали који узрокују ширење папиларног дермиса. Могу бити повезани са акантозом и хиперкератозом. Постоји много канала у горњем дермису који се често протежу до субкутиса (дубљи слој дермиса, који углавном садржи масно и везивно ткиво). 
Дубљи судови имају велике калибре са дебелим зидовима који садрже глатке мишиће. Лумен је испуњен лимфном течношћу, али често садржи црвене крвне ћелије, лимфоците, макрофаге и неутрофиле. Канали су обложени равним ендотелним ћелијама. Интерстицијум има много лимфоидних ћелија и показује доказе фиброплазије (формирање фиброзног ткива).
Чворови (мала маса ткива или агрегација ћелија) у кавернозном лимфангиому су велики, неправилни канали у ретикуларном дермису и поткожном ткиву који су обложени једним слојем ендотелних ћелија. Такође, непотпуни слој глатких мишића облаже зидове ових канала. Строма се састоји од лабавог везивног ткива са пуно инфламаторних ћелија. Ови тумори обично продиру у мишиће. Цистични хигром се хистолошки не разликује од кавернозних лимфангиома.
Типична историја циркумскриптног линфангиома показује мали број везикула на кожи при рођењу или убрзо након тога. У наредним годинама њихов број се повећава, а површина захваћене коже наставља да се шири. Везикуле или друге абнормалности коже могу се приметити тек неколико година након рођења. Обично су лезије асимптоматске или не показују никакве знаке болести, али, углавном, пацијенти могу имати насумичне избијање неког крварења и велику дренажу чистичне течности из пукнутих везикула.
Кавернозни лимфангиом се први пут појављује у детињству, када на лицу, трупу или екстремитетима постаје очигледан гумени чвор без промена на кожи. Ове лезије често расту брзим темпом, слично као код подигнутих хемангиома. Није описана породична историја ранијих лимфангиома. 
Цистични хигрома изазива дубоки поткожни цистични оток, обично у аксили, бази врата или препона, и обично се примећује убрзо након рођења. Ако се лезије испразне, брзо ће се поново напунити течношћу. Лезије ће расти и све више повећати ако се цисте не уклоне у потпуности током операције.

## Клиничка слика
Постоје три различите клиничке врсте лимфангиома, од којих свака има своје симптоме. Оне се одликују дубином и величином абнормалних лимфних судова и малформацијом лимфног система. Циркумскриптни лимфангиом се може наћи на површини коже, а друга два типа лимфангиома се јављају дубље испод коже.
Циркумскриптни лимфангиом
Циркумскриптни лимфангиом је микроцистична лимфна малформација, која подсећа на скупове малих пликова у боји од ружичасте до тамно црвене. Они су бенигни и не захтевају медицински третман, иако неки пацијенти могу одлучити да их хируршки уклоне из козметичких разлога.
- Циркумскриптни лимфангиом (макроскопски и микроскопски приказ)

Кавернозни лимфангиоми
Кавернозни лимфангиоми су генерално присутни по рођењу, али се могу појавити касније у животу детета. Ове испупчене масе се јављају дубоко испод коже, обично на врату, језику и уснама, и веома варирају у величини, у распону од само једног центиметра у пречнику до неколико центиметара ширине. 
У неким случајевима могу утицати на цео екстремитет као што је шака или стопало. 
Иако су обично безболни, пацијент може осетити благи бол када се изврши притисак на то подручје. Може бити розе, црвене, плаве, љубичасте и црне боје; а бол се смањује што је кврга светлија. 
Цистични хигром
Цистични хигром има много сличности са кавернозним лимфангиомима, а неки лекари сматрају да су превише слични да би заслужили посебну категорије. Међутим, цистични лимфангиоми обично имају мекшу конзистенцију од кавернозних лимфангиома, а овај термин је типичан за онај који се примењује на лимфангиоме који се развијају код фетуса. Обично се појављују на врату (75%), у пределима пазуха или препона. Често изгледају као натечене избочине испод коже.

## Дијагноза
Случајеви лимфангиома дијагностикују се хистопатолошком инспекцијом. У пренаталним случајевима, лимфангиом се дијагностикује током касног првог тромесечја или почетком другог тромесечја уз помоћ ултразвука. Друге методе снимања, као што су ЦТ и МРИ, корисне су у планирању лечења, оцртавају величину лезије и одређују њене околне виталне структуре. МРИ Т2 тежине је користан за разликовање лимфангиома од околних структура због високог Т2 сигнала.

### Класификација
Лимфангиоми су традиционално класификовани у три подтипа: капиларни и кавернозни лимфангиоми и цистични хигроми. Ова класификација је заснована на њиховим микроскопским карактеристикама. Четврти подтип, хемангиолимфангиом је такође препознат.
Капиларни лимфангиоми
Капиларни лимфангиоми се састоје од малих лимфних судова величине капилара и карактеристично су лоцирани у епидермису.
Кавернозни лимфангиоми
Састоје се од проширених лимфних канала, кавернозни лимфангиоми карактеристично задиру у околна ткива.
Цистични хигроми
Цистични хигроми су велики, макроцистични лимфангиоми испуњени течношћу боје сламе, богатом протеинима.
Хемангиолимфангиом
Као што сугерише њихово име, хемангиолимфангиоми су лимфангиоми са васкуларном компонентом.
Лимфангиоми се према величини њихових циста такође могу класификовати на; микроцистичне, макроцистичне и мешовите подтипове.
Микроцистични лимфангиоми
Микроцистични лимфангиоми се састоје од циста, од којих свака има мање од 2 cm³ запремине.
Макроцистични лимфангиоми
Макроцистични лимфангиоми садрже цисте веће од 2 cm³ запремине.
Мешовити лимфангиоми
Лимфангиоми мешовитог типа садрже и микроцистичне и макроцистичне компоненте.
Коначно, лимфангиоми се могу описати у фазама, које варирају у зависности од локације и степена болести. Конкретно, стадијум зависи од тога да ли су лимфангиоми присутни изнад или испод хиоидне кости (супрахиоидне), испод или инфериорне од хиоидне кости (инфрахиоид), и да ли су лимфангиоми на једној страни тела (једнострано) или на обе (билатерално).
| Фаза     | Карактеристике                           |
| -------- | ---------------------------------------- |
| Фаза I   | Једнострани инфрахиоидни                 |
| Фаза II  | Једнострани супрахиоид.                  |
| Фаза III | Једнострани супрахиоидни и инфрахиоидни. |
| Фаза IV  | Билатерална супрахиоидна.                |
| Фаза V   | Билатерална супрахиоидна и инфрахиоидна. |

## Терапија
Лечење цистичног хигроме укључује уклањање абнормалног ткива; међутим потпуно уклањање може бити немогуће без уклањања других нормалних подручја. Хируршко уклањање тумора је типичан третман који се пружа, уз разумевање да ће највероватније бити потребне додатне процедуре уклањања како лимфангиом расте. Већини пацијената су потребне најмање две процедуре да би се постигао потпуни процес уклањања. Понављање је могуће, али мало вероватно за те лезије које се могу потпуно уклонити ексцизионом хирургијом.
Радиотерапија и хемијски каутери нису толико ефикасни код лимфангиома као код хемангиома. Уклањање течности из лимфангиома пружа само привремено олакшање, па се они уклањају хируршки. Цистични хигром се може лечити ОК432 (Пицибанил).
Најмање инвазивни и најефикаснији облик лечења који данас спроводе интервентни радиолози, је примена склерозирајућег агенса, као што је 1% или 3% натријум тетрадецил сулфат, доксициклин или етанол, који се могу директно убризгати у лимфоцелу. Сматра се да сви склерозирајући агенси делују тако што уклањају ендотелне ћелије поремећене лимфе која се храни у лимфоцелу.
Циркумскриптни лимфангиом се може излечити пулсирајућим ласером за бојење, иако то може да изазове мрље и друге васкуларне лезије.
Орбитални лимфангиоми, који носе значајан ризик од хируршког уклањања, такође се могу лечити склерозирајућим агенсима, системским лековима, радиотерапијом или праћењем.
Сиролимус, новина у лечењу
Сиролимус се користи за лечење лимфангиома. Лечење сиролимусом може смањити бол и пуноћу венских малформација, побољшати нивое коагулације и успорити раст абнормалних лимфних судова.  Сиролимус је релативно нова медицинска терапија за лечење васкуларних малформација, последњих година сиролимус се појавио као нова опција лечења и за васкуларне туморе и за васкуларне малформације, као мета рапамицина (мТОР) код сисара, способан да интегрише сигнале са ПИ3К/АКТ пута за координацију правилног раста и пролиферације ћелија. Сиролимус је макролидно једињење. Има имуносупресивне и антипролиферативне функције код људи. Он инхибира активацију Т ћелија и Б ћелија смањујући њихову осетљивост на интерлеукин-2 (ИЛ-2) кроз мТОР инхибицију.

## Прогноза
Прогноза за циркумскриптни лимфангиом и кавернозни лимфангиома је генерално одлична. Ово стање је повезано са мањим крварењем, рекурентним целулитисом и цурењем лимфне течности. Пријављена су два случаја лимфангиосаркома који произлази из циркумскриптног лимфангиома; међутим, код оба пацијента, постојећа лезија је била изложена опсежној терапији зрачењем.
Код цистичног хигроме, велике цисте могу изазвати дисфагију, респираторне проблеме и озбиљну инфекцију ако захвате врат. Пацијенткиње са цистичном хигромом треба да добију цитогенетску анализу како би се утврдило да ли имају хромозомске абнормалности, а родитељи би требало да добију генетско саветовање јер се ово стање може поновити у наредним трудноћама.
Компликације након хируршког уклањања цистичне хигроме укључују оштећење структура на врату, инфекцију и повратак цистичне хигроме.